# EUROMIL
 (juillet 2013).
Pour l’article ayant un titre homophone, voir Euromil.
L' « Organisation européenne des associations et syndicats militaires » (European Organisation of Military Associations and Trade Unions - EUROMIL) est une organisation à but non lucratif et apolitique, regroupant des associations de personnel militaire libres et démocratiques en Europe.
La mission d’EUROMIL est de promouvoir et de défendre, au niveau européen, les intérêts socio-professionnels des militaires de tous grades et statuts ainsi que leurs familles. De plus, EUROMIL a pour but de protéger et de renforcer les droits de l'homme et libertés fondamentales des militaires en surveillant leur situation et en se mobilisant au niveau européen.
Il s'agit d'une organisation faîtière, comprenant actuellement 34 associations de 22 pays européens et représentant près de 500 000 personnes. Depuis sa création en 1972, le nombre d'associations militaires affiliées à EUROMIL n'a cessé de croître. À la fin de la guerre froide, EUROMIL ouvrit immédiatement ses portes aux associations militaires d'Europe centrale et orientale.
Le siège d’EUROMIL, un secrétariat international, est situé à Bruxelles, en Belgique. Son rôle principal est de faciliter l'échange d'informations, en particulier les bonnes pratiques, entre les associations membres.
L'organisation entretient des contacts officiels avec le Conseil de l'Europe, les institutions de l'UE, l'Assemblée parlementaire de l'OTAN, l'OSCE et la Confédération européenne des syndicats (CES).
Les partenaires d’EUROMIL sont les suivants: le « Réseau des parlementaires pour la prévention de conflit » (Parliamentarians Network for Conflict Prevention, PN/EWI), la « Table ronde européenne de sécurité » (European Security Round Table, ESRT), le « Cercle Dr Manfred Wörner » (Dr Manfred Wörner Circle, DMWC), et plus récemment le Mouvement européen (MEI).